# Ярошик (село)
Ярошик (укр. Ярошик) — село в Генической городской общине Генического района Херсонской области Украины.
Население по переписи 2001 года составляло 309 человек. Почтовый индекс — 75554. Телефонный код — 5534. Код КОАТУУ — 6522188503.

## Местный совет
75554, Херсонская обл., Генический р-н, с. Щорсовка